# Тайга (Приморский край)
Тайга́ — упразднённое село в Дальнегорском городском округе Приморского края. Ныне является отдаленным микрорайоном села Краснореченский.

## География
Село Тайга расположено на берегах реки Рудная при впадении в неё Арзамазова ключа.
Село Тайга стоит на автодороге, соединяющей Дальнегорск с селом Краснореченский, расстояние до перекрёстка с автотрассой Осиновка — Рудная Пристань в Дальнегорске около 12 км (на юго-восток), расстояние до Краснореченского (на северо-запад) около 6 км.

## История
Согласно воспоминаниям, в 20-е годы XX века в центре села (сегодня территория заброшенного детского сада) поселился выходец из Нижегородской губернии по фамилии Арзама́зов, в его честь назван ключ.
В 1930-е годы началось освоение лесных угодьев в верховьях Арзамазова ключа, была подведена линия Дальнегорской узкоколейки, основан посёлок Верхняя ветка, в 1932 году получил название посёлок Тайга.
С 2005 года этот населённый пункт имеет статус села.
С 2010-х гг. село Тайга административно относится к селу Краснореченский.

## Экономика
- Жители занимаются сельским хозяйством и разведением скота, а также продажей своих изделий.
- В селе находятся несколько продовольственных и хозяйственных магазинов.
- Действует общеобразовательная средняя школа № 16.